# Sobíňov
Sobíňov település Csehországban, a Havlíčkův Brod-i járásban. Sobíňov Ždírec nad Doubravou, Krucemburk, Libice nad Doubravou, Podmoklany és Chotěboř településekkel határos. Lakosainak száma 726 fő (2024. január 1.).

## Népesség
A település lakosságának változását az alábbi diagram mutatja:
| Lakosok száma | 1216 | 1095 | 1057 | 789  | 704  | 684  | 710  | 720  | 710  | 726  |
|               | 1869 | 1900 | 1921 | 1961 | 1980 | 2011 | 2016 | 2019 | 2021 | 2024 |